# Transformers: Dark of the Moon
Transformers: Dark of the Moon és una pel·lícula estatunidenca de ciència-ficció del 2011 dirigida per Michael Bay i produïda per Steven Spielberg. És la seqüela de Transformers (2007) i Transformers: Revenge of the Fallen (2009) i l'última pel·lícula de la trilogia sobre les joguines transformers. Va estrenar-se el 29 de juny del 2011 en 3D i en IMAX 3D. El director, Michael Bay, va afirmar que seria l'última pel·lícula de la franquícia i el final de la trilogia. Shia LaBeouf, Josh Duhamel, Tyrese Gibson i John Turturro tornen a llurs papers i, com a novetat, s'uneixen al repartiment Patrick Dempsey i Rosie Huntington Whiteley, que substitueix Megan Fox. Ha estat subtitulada al català.
Aquesta pel·lícula va recaptar més d'1,1 mil milions de dòlars arreu del món, i va convertir-se en la cinquena pel·lícula més taquillera de la història del cinema.

## Argument
Durant la gran guerra que va oposar els Autobots d'Optimus Prima als Decepticons de Megatron a Cybertron, l'ArcA, comandada per Sentinel Prime, marxa del planeta, i s'estampa a la Lluna als anys 1960. Aquest esdeveniment va influir sobre la carrera a l'espai entre els Estats Units i la Unió Soviètica. El 21 de juliol de 1969, quan la missió Apollo 11 arriba a la Lluna, els astronautes Neil Armstrong i Buzz Aldrin descobreixen la nau com una part del carregament, sense trobar l'Autobot que hi dormita.
En Sam (Shia LaBeouf) ha acabat la universitat i viu amb la seva xicota, la Carly (Rosie Huntington Whiteley). Quan per fi aconsegueix feina gràcies a en Bruce Brazos (John Malkovich) i a la recomanació del cap de la Carly (Patrick Dempsey), descobreix que els decepticons estan assassinant astronautes que van estar relacionats amb la cursa espacial dels anys 1960 i els quals descobriren l'Arca. Ara, amb l'ajut del multimilionari Seymour Simmons (John Turturro), en Sam haurà d'avisar els militars de l'arribada dels enemics.
El 2011, dos anys després de la batalla d'Egipte així com la mort del Fallen, els Autobots i els humans protegeixen la Terra dels perills que l'amenacen. Un dia, en una missió a Ucraïna, a la Central Nuclear de Txernobil, el NEST descobreix un dipòsit de fusió, que hauria causat la catàstrofe nuclear, així com la presència de tres Decepticons. Optimus Prime comprèn que pertanyia a l'Arca, la nau amagada a la Lluna. Decideix llavors d'anar a la Lluna per trobar-lo i portar Sentinel Prima, antic líder dels Autobots durant la guerra de Cybertron, amb la tecnologia que transportava: alguns pilars capaços de crear un pont espacial.

## Repartiment
- Shia LaBeouf
- Josh Duhamel
- John Turturro
- Tyrese Gibson
- Rosie Huntington Whiteley
- Patrick Dempsey
- Kevin Dunn
- Julie White
- Tony Todd
- John Malkovich
- Frances McDormand

## Premis i nominacions

### Nominacions
- 2012. Oscar a la millor edició de so per Ethan Van der Ryn i Erik Aadahl[3]
- 2012. Oscar al millor so per Greg P. Russell, Gary Summers, Jeffrey J. Haboush i Peter J. Devlin
- 2012. Oscar als millors efectes visuals per Scott Farrar, Scott Benza, Matthew E. Butler i John Frazier